# Jack Patrick
Jack Patrick, właśc. John Clarence Patrick (ur. 25 listopada 1898 w Palo Alto, zm. 31 maja 1959 w San Francisco) – amerykański sportowiec, olimpijczyk, zdobywca złotych medali w rugby union na igrzyskach w Antwerpii 1920 i w Paryżu 1924, trener.

## Życiorys

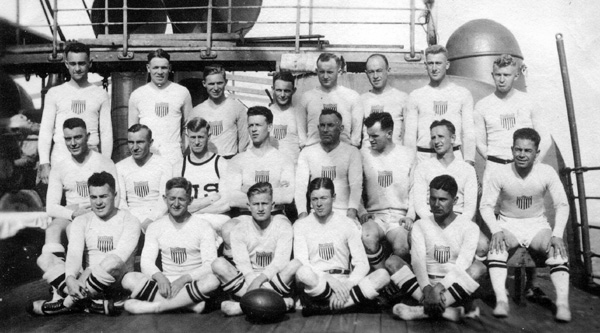
Olimpijska drużyna USA z 1920 roku

Uczęszczał na Stanford University, na którym uzyskał tytuł Bachelor of Arts w styczniu 1922 roku. Podczas studiów występował w barwach Stanford Cardinal w rugby union oraz futbolu amerykańskim, a następnie związał się z klubem Olympic Club.
Z reprezentacją Stanów Zjednoczonych dwukrotnie uczestniczył w igrzyskach olimpijskich. W turnieju rugby union na Letnich Igrzyskach Olimpijskich 1920 złożona w większości ze studentów uniwersytetów Santa Clara, Berkeley i Stanford amerykańska drużyna pokonała faworyzowanych Francuzów 8–0 w spotkaniu rozegranym 5 września 1920 roku na Stadionie Olimpijskim. Jako że był to jedyny mecz rozegrany podczas tych zawodów, oznaczało to zdobycie złotego medalu przez zawodników z Ameryki Północnej. Wziął również udział w turnieju rugby union na Letnich Igrzyskach Olimpijskich 1924. Wystąpił w obu meczach tych zawodów, w których Amerykanie na Stade de Colombes pokonali 11 maja Rumunię 37–0, a tydzień później Francję 17–3. Wygrywając oba pojedynki Amerykanie zwyciężyli w turnieju zdobywając tym samym złote medale igrzysk.
W reprezentacji USA w latach 1920–1924 rozegrał łącznie trzy spotkania – wszystkie w turniejach olimpijskich – zdobywając dwanaście punktów.
Po zakończeniu kariery sportowej był brokerem ubezpieczeniowym, a także trenerem w Olympic Club.
Wraz z pozostałymi amerykańskimi złotymi medalistami w rugby union został w 2012 roku przyjęty do IRB Hall of Fame.